# Marcos Sorato
Marcos Aurelio Sorato Zapelini, noto semplicemente come Marcos Sorato (Criciúma, 5 novembre 1970), è un allenatore di calcio a 5 ed ex giocatore di calcio a 5 brasiliano.

## Carriera
Nel 2005 viene nominato commissario tecnico della nazionale maschile under 20 di calcio a 5 del Brasile e assistente di Paulo César de Oliveira nella nazionale maggiore. Dopo le dimissioni di Oliveira, nel giugno del 2009 assume la guida della nazionale maschile di calcio a 5 del Brasile con cui, negli anni successivi vince la Copa América 2011 e la Coppa del Mondo 2012.

## Palmarès

### Giocatore
- Campionato spagnolo: 1
Castellón: 2000-01

### Allenatore
- Campionato mondiale: 1

Thailandia 2012
- Coppa America: 1

Argentina 2011